# Pozorrubielos de la Mancha
Pozorrubielos de la Mancha est une municipalité espagnole de la province de Cuenca, dans la région autonome de Castille-La Manche.